# 2010年羅傑·費德勒網球賽季
2010年，費德勒僅摘下一座大滿貫單打錦標（澳網），在澳網進入決賽後，以6–3、6–2、7–611直落三盤擊敗穆雷，拿下第四座冠軍與第十六座大滿貫，不過接下來連續三項大滿貫未能進入決賽，法網進入八強後，以6–3、3–6、5–7、4–6負於索德靈，終止從2004年法網以來連續23次進入大滿貫四強的紀錄，在溫網進入決賽後，以4–6、6–3、1–6、4–6負於貝爾迪赫而宣告衛冕失敗，在美網進入四強後，以7–5, 1–6、7–5、2–6、5–7鏖戰五盤負於喬科維奇。另外，費德勒拿下4座ATP單打冠軍，另外也奪得一座大師賽單打冠軍（一座：辛辛那提硬地賽事），一座500賽冠軍（巴塞爾），一座250賽冠軍（斯德哥爾摩），網球大師盃進入決賽後，以6–3、3–6、6–1擊敗納達爾，拿下第五座年終賽冠軍。

## 年度摘要

### 1月

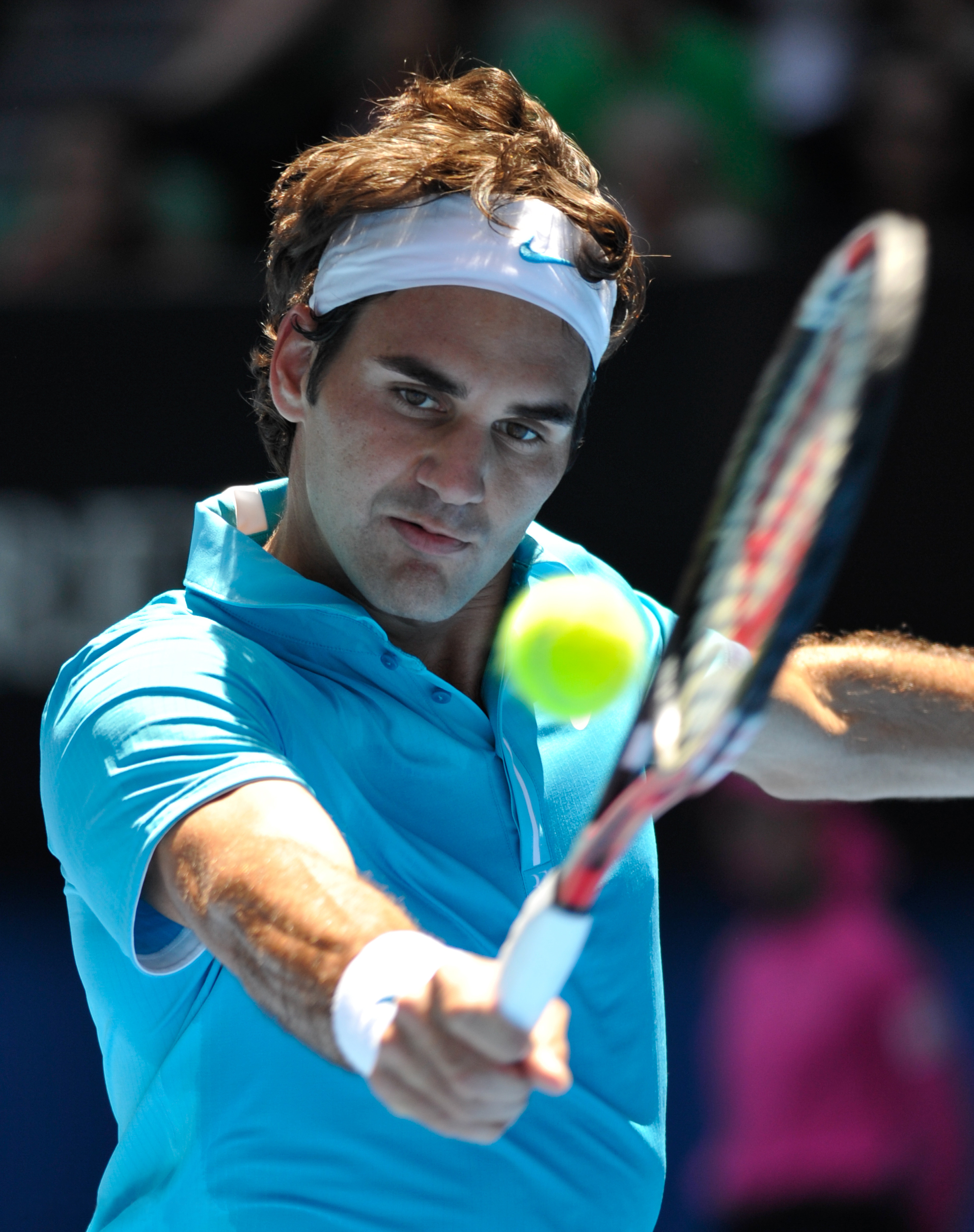
费德勒奪得第四座澳網男單冠軍，追平公開賽年代以來與阿格西並列奪取最多澳網單打冠軍的紀錄和成為其中一位實現「爸爸級滿貫」的球員，也是締造職業生涯第16座大滿貫

1月1日，费德勒參加阿布達比表演賽，在四強中的第一場比賽中，先取得一盤的情況下，竟然意外被去年的法網亞軍羅賓·索德靈以比分7–66、61–7、2–6逆轉擊敗，不過在第三名爭奪戰中，以6–1、7–5直落二盤擊敗西班牙球員大卫·费雷尔。
1月4日，费德勒參加卡塔爾多哈舉行的卡塔爾埃克森美孚公開賽，在四強中遭到去年ATP世界巡迴總決賽冠軍尼古萊·達維登科以4–6、4–6直落二盤擊敗，這是職業生涯第二度敗給達維登科。
1月18日，费德勒在澳網開鑼前，與拉斐爾·納達爾、安迪·羅迪克、諾瓦克·喬科維奇、金·克萊斯特絲、莎蓮娜·威廉絲、萊頓·休伊特、薩曼莎·斯托瑟著名球手，舉辦網球慈善賽來捐助給海地大地震的災民，結果籌得十八萬美元的善款。他在澳網的首輪對手為俄羅斯球員安德烈耶夫，他先失第一盤4–6的情況下，第二盤以6–2扳平盤數，第三盤纏鬥至搶七，以細分7–2拿下，最後一盤費達拿更不失一局，以6–0結束比賽，他以4–6、6–2、7–62、6–0獲勝；第二圈他發揮出良好的表現，以6–2、6–3、6–2直落三盤擊敗羅馬尼亞球員維克托·哈內斯庫獲勝，他的第三圈對手為西班牙球員阿爾伯特·蒙塔涅斯，也是以6–3、6–4、6–4直落三盤擊敗對手獲勝，第四圈對手為前世界第一萊頓·休伊特，他延續前二輪的表現以6–2、6–3、6–4直落三盤強勢擊敗對手晉級八強，八強的對手為達維登科，他讓對手先勝一盤的情況下，再反勝三盤，尤其第三盤以6–0橫掃對手，以2–6、6–3、6–0、7–5四盤比分晉級四強，這是他連續23次晉級大滿貫四強，四強對手為法國球員特松加，結果以直落三盤6–2、6–3、6–2擊敗對手晉級決賽，這是他第22次進入大滿貫決賽，決賽對手為安迪·梅利，最終以6–3、6–4、7–611直落三盤贏得冠軍，成為其中一位能夠實現「爸爸級滿貫」的球員，追平大滿貫賽事開放年代以來阿加西四次奪冠的紀錄，也是他生涯第16座大滿貫與生涯第62個單打冠軍。

### 2月
2月，他到非洲衣索比亞進行慈善活動，之後因感染肺炎退出杜拜錦標賽。

### 3月
3月，费德勒展開全年1000分大師系列賽第一站印地安泉大師賽，次圈以盤數6–3、65–7、6–1戰勝羅馬尼亞的哈內斯庫，在第三輪以7–5、5–7、64–7意外敗給交手紀錄從未輸過的马科斯·巴格达蒂斯。
3月27日，費達拿展開第二站1000分大師系列賽邁阿密大師賽，第二輪以6–3、6–3直落二盤擊敗厄瓜多爾選手尼古拉斯·拉潘蒂獲勝。第三圈面對法國選手弗洛朗·塞拉在多次領先下仍被對手於劣勢下追回，最終只以兩盤搶七7–62, 7–63戰勝對手。第四輪面對捷克選手托馬什·貝爾迪赫，費達拿陷入苦戰，錯失一個賽末點下以4–6、7–63、66–7落敗，是自2004年雅典奧運會後第一次敗於托馬什·貝爾迪赫拍下，對戰紀錄變為8勝2負。費達拿賽後承認自己錯失太多機會，又以"掙扎"來形容自己首兩站大師賽的表現。

### 4月
4月28日，費達拿於2010年羅馬大師賽的新建中央場展開自去年法國網球公開賽後首場泥地賽事即遭於重大失利，第二輪首戰與近況活躍的拉脫維亞選手厄內斯特·古爾比斯交手以6–2、1–6、5–7反勝為敗，賽事於第三盤4–5落後時費達拿連救4個賽末點成功破發，卻戲劇性地失掉下一局，令全場共救下6個賽末點仍斷送比賽。

### 5月
5月5日，費達拿自2008年重回葡萄牙的埃斯托利爾公開賽，進入四強面對衛冕球手蒙坦尼斯，費達拿表現不理想，首盤大敗2–6，次盤鬥至搶七，費達拿一度領先5–2下，竟連敗五分落敗。費達拿至今泥地賽季僅得2勝2負。
5月9日，費達拿展開衞冕馬德里大師賽，次輪以6–2、7–64直落二盤擊敗碧加，十六強面對同胞斯坦尼斯拉斯·瓦夫林卡以6–3、6–1戰勝對手，八強遇上兩星期前於羅馬擊敗自己的古爾比斯以3–6、6–1、6–4逆轉對手復仇成功，四強遇上西班牙的大衛·費雷爾，以7–5、3–6、6–3擊退對手，決賽與第二種子納達爾為生涯第21次交手，這是雙方睽違一年以來的交峰。費達拿正是在剛好一年前在同一場地戰勝拿度，今年卻無法再次重演，決賽以4–6、65–7兩盤不敵拿度。比賽中兩人互有破發也互有領先，費達拿甚至勝出了84分只少拿度一分，是雙方近年來在泥地場上最接近的一次。至此至法網前費達拿於泥地上並未摘冠，老對手拿度則歷史性地在一個泥地賽季內連摘三個大師賽冠軍，以18個大師冠軍超越費達拿的16個及阿加斯的17個，令人對緊接的法網充滿懸念。

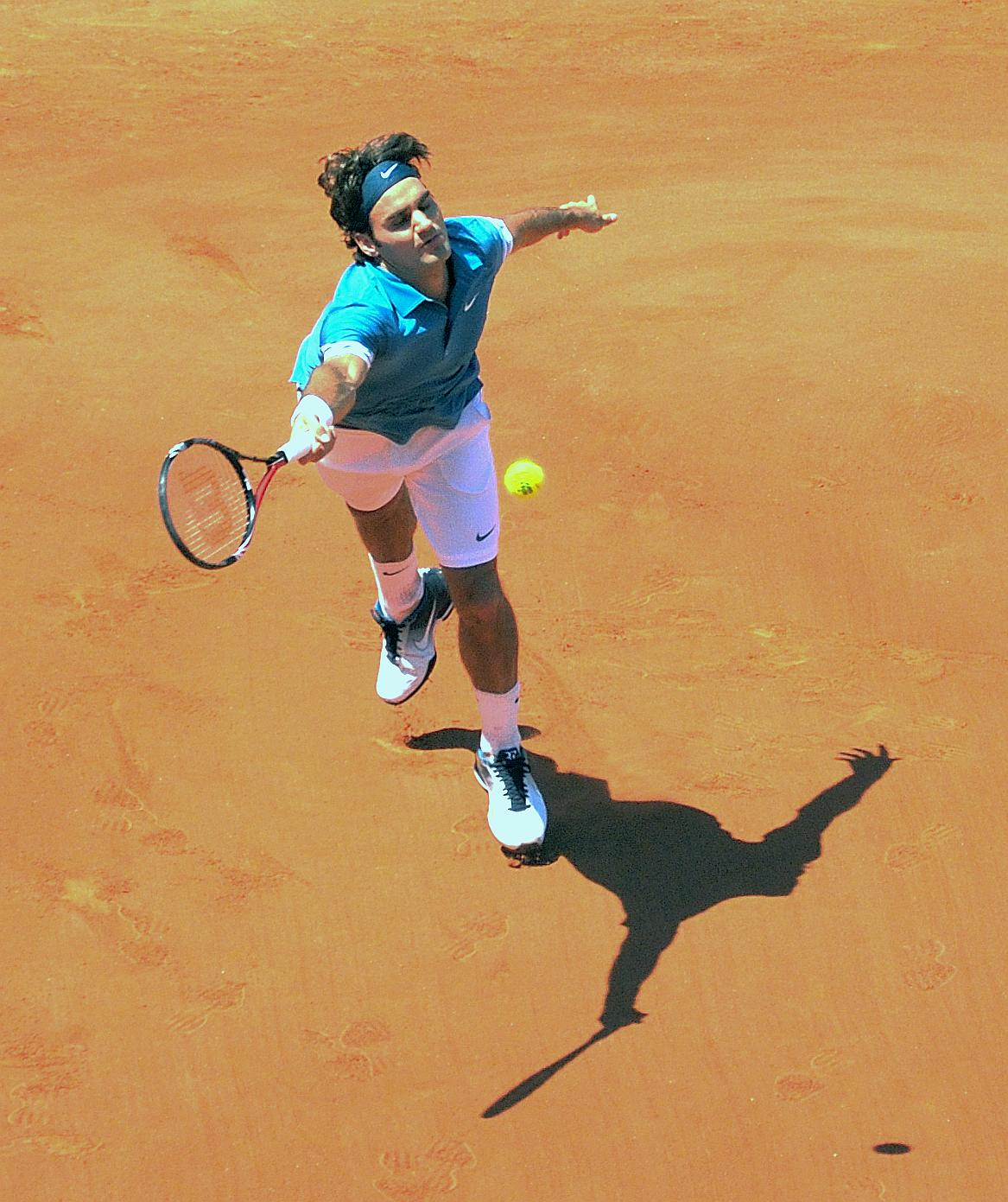
費達拿在2010年法國公開賽

5月24日，費達拿首次進行衛冕法國網球公開賽，爭取一年內奪取四大滿貫的成就及成為世界排名第一週數最長（287週）的球手。首圈費達拿以6–4、6–1、6–2直落三盤輕取澳洲球手彼得·盧扎克晉級，兩日後以7–64、6–2、6–4直落三盤淘汰哥倫比亞球手亞歷杭德羅·法亞躋身第三圈。5月28日，費達拿以6–4、6–0、6–4直落三盤打敗茱利安·雷斯特晉身16強，此勝亦令費達拿成為自公開賽年代以來第10位職業生涯勝出至少700場比賽的球手，亦是他第150場泥地勝利。十六強費達拿直落三盤6–3、7–65、6–2直落三盤打敗同胞斯坦尼斯拉斯·瓦夫林卡，八強面對去年亞軍瑞典的羅賓·索德靈，結果爆出網壇近五年最冷門的賽果，費達拿以6–3、3–6、5–7、4–6先赢一盤再倒輸三盤反敗，此役終止了費達拿連續23次打入大滿貫四強的紀錄，破滅了一年內奪取四大滿貫的夢想，球王寶座也要拿度未能奪冠才能保位。

### 6月
6月6日，拿度重奪法國網球公開賽冠軍，費達拿篤定失去世界排名第一的位置，暫以285週排於史上第二。
6月7日，草地賽季展開，費達拿出戰德國哈雷網賽，賽前費達拿與賽會訂下了一份終身合同，承諾退役前將每年返回哈雷參賽。費達拿上一次在哈雷輸球已是2002年的事，其後六次參賽全勝而回，而首戰以兩盤6–4直落二盤輕取芬蘭選手亞爾科·涅米寧，16強以6–1、6–2直落二盤戰勝法亞，把在哈雷的連勝紀錄增至27場，八強及四強分別擊敗主場球手菲利普·科爾施賴伯及菲利普·普茲斯內爾打入決賽，面對老對手曉域，結果以6–3、64–7、4–6先勝一盤再倒輸二盤反勝為敗，結束了對曉域的15連勝。費達拿狀態持續低迷，事隔七年再次在哈雷輸球，亦是他七年來第二次在草地落敗。
6月22日費達拿出戰溫布頓進行衛冕，但此屆溫布頓成為費天王年代終結的象徵。賽會特地列費達拿為頭號種子，排名第一的拿度則為2號種子。費達拿賽前曾說自己對衛冕充滿信心，還說笑建議賽會於中央場加設大電視，好讓他能於比賽時欣賞南非世界杯中瑞士對智利的賽事，然而頭號種子首圈表現令人嚇破膽，面對近一個月來兩度手下敗將法亞，一開始表現平平以5–7先輸一盤，第二盤費達拿進一步增加非受迫性失誤，雖然在4–5對手盤末發球局有機會破回發球局，但還是無法把握機會，以4–6再輸一盤，第三盤相持至4–4時，發球局落後至0–40，費天王如夢初醒力挽狂瀾保住發球局，再乘勢打破對手發球局追回一盤。第四盤費達拿第一個發球局就出現三個失誤遭到破發，接著雙方互保發球局，法亞保持領先至5–4，正當要以賽末發球局的拿下勝利時，費達拿成功破回發球局，把自己從出局邊緣中拯救出來，在此之前現場瀰漫著一股爆冷的詭異氣氛，接著雙方互保發球局來到搶七，由於從未奪過任何冠軍的法亞其心理素質，比不上身經百戰且經驗豐富的費達拿，費達拿以7–1大破對手。決勝盤，費達拿重新控制局面，而法亞心理崩潰加上體能耗盡，一個發球局都沒保住連失六局而吞蛋出局，費達拿驚驗地逃過溫布頓首圈出局的危機，而以這樣的結果晉級。賽後他自己亦承認今場「自己非常幸運」，坦言無預料比賽會如此難打。費達拿次圈面對世界排名152的伊利亞·博佐利亞奇，先取下一盤6–3，但對手隨後發揮出超水準令費達拿只輸掉一個發球分，便以64–7失掉第二盤，及後比賽依然緊湊，第三盤費達拿把握住機會破發，再取一盤6–4，進入第四盤比賽變成發球大戰，費達拿於搶七中險勝78–6，第三圈面對阿诺·克莱芒以6–2、6–4、6–2直落三盤勝出，十六強將面對12年前的青少年對手，奧地利的于爾根·梅爾策，以6–3 6–2 6–3直落三盤勝出，面對貝迪治，第一盤第10局遭到破發先輸一盤，雖然第二盤追回一盤，但之後則倒輸二盤，其中第三盤對手還給予油條大比分的落敗，第四盤雖然有多次破發點，但仍無法掌握機會來扳平比分，結果以4–6、6–3、1–6、4–6遭到淘汰，這是他從2003年之後首次未能打入溫布頓決賽（2003–2009年連續七年進入決賽，並拿下六座冠軍） 。
澳網後，費達拿陷入了職業生涯的最大低潮。事實上因年紀漸大、速度下降、傷病纏身，連續兩項大滿貫八強出局，其中於溫布頓草地上竟以大比分敗於世界排名頭10位外的球手，在哈雷草地熱身賽又敗給今非昔比的曉域，加上已有家庭，令人不禁質疑這位球王還能否再拾佳態。7月5日費達拿的世界排名7年來首次跌出前二位至第三。因為種種因素，所以他在溫網結束後，聘請了曾與90年代球王森柏斯合作的教練安納干尼，結束他過去兩年來沒有教練的時期，試用期到美網後完結再決定是否續約。

### 8月
8月10日，多倫多加拿大大師賽展開，自2003年以來首次以第三種籽角逐賽事，費達拿首圈以7–6、6–3戰勝胡安·伊格納西奧·切拉，成功超越阿加斯大師賽209勝的紀錄，十六強輕鬆打敗法國的米夏埃尔·洛德拉，八強面對今年兩次擊敗自己的貝迪治，費達拿一度陷於苦戰，先勝一盤6–3但以5–7輸了第二盤，決勝盤被貝迪治領先5–2並取得賽末發球局，幸而及時破發，於搶七成功以細分7–5勝出。四強遇上祖高域以6–1大勝首盤，但第二盤在領先2–0下以3–6被逆轉，決勝盤費達拿一度拉開4-1，但其後又被追至5-5更三度面臨破發，最終在保住發球局後再乘勢打破祖高域的發球局，以7–5勝出，決賽對上以直落兩盤淘汰拿度的梅利，費達拿整場比賽都處於被動，多次被打破發球局，終以5–7、5–7落敗，縱未能打破長達半年多的錦標荒，但仍重返世界排名第二。
一個星期後，辛辛那堤大師賽展開，費達拿在八強為止，有兩次是因為對手傷出而自動晉級，八強擊敗在年初擊敗過自己的迪維丹高，四強又復仇成功，擊敗巴格達迪斯（他曾在今年印第安泉大師賽擊敗費達拿。），決賽面對黑馬費殊，先失一盤5–7下，接著以7–1和6–4連追兩盤逆轉對手奪冠，打破自己近七個月的錦標荒。奪得他職業生涯第63個冠軍獎盃，與瑞典名宿比约恩·博里並列第五位。
費達拿出戰年度最後一項大滿貫美網前於官網宣佈正式聘用保羅·安納干尼為正式教練，的確自有了安納孔作為新教練後，費達拿的戰術、狀態及戰績都有明顯進步，此舉亦符合外界的預測。
8月30日，費達拿首圏以6–1、6–4、6–2橫掃阿根廷球手達布爾。賽事進行到第二盤時費達拿於網前封網時被達布爾用高球打了一個前後錯腳，卻不慌不忙跑回底線近三米後的地方於最後時刻使用跨下擊球，球直飛回正跑向自己正手位置的達保的反手區。這致勝球除了嬴得全場的歡呼外，更令大家立刻回想起去年在同一個時候，費達拿在美網四強時亦用同一手法打敗在網前的祖高域。紐約時報就以費達拿第二次打出生涯最精彩的擊球作標題。
第二圈費達拿勇態持續，以6–3 6–4 6–3淘汰安德烈亞斯·貝克晉級。第三圈和第四圈他直落三盤擊敗法國球手保羅-亨利·馬蒂厄和奧地利的梅薩，八強他再次遇上蘇達寧，以6–4、6–4和7–5直落三盤擊敗前者，晉級四強，一洗法網八強出局的恥辱。四強將連續四年硬碰祖高域，籤表另一邊廂拿度連續三屆打入四強，面對俄羅斯黑馬尤兹尼，隨時上演首次拿度硬撼費達拿的世紀大戰，結果四強的二、四盤竟以大比分讓予對手，最後第五盤5–4領先時錯失二記賽末點，結果祖高域連拿三局，以7–5、1–6、7–5、2–6、5–7反勝為敗，無緣創造連續七年闖進美網決賽的紀錄，與拿度第八次大滿貫決賽交手的世紀大戰宣告破局，四強賽後費達拿表示：「這場比賽唯一讓我安慰的是，在半決賽落敗總比在決賽落敗的感覺還要好。」，祖高域進入決賽奪得亞軍後，費達拿的世界排名被擠至第三。
美網後，費達拿在本賽季中大滿貫多項紀錄遭到終止，如：今年法網八強出局後，終止了費達拿連續23次打入大滿貫四強的紀錄與第二度連續八次打進大滿貫決賽（2008年法網–2010年澳網），連續進入法網決賽終止在連續四年（2006–2009），今年溫布頓八強出局後，連續進入溫布頓決賽終止在連續七年（2003–2009），今年美網四強出局後，連續進入美網決賽終止在連續六年（2004–2009），還有一項另類的紀錄被打破，從2004年溫布頓到2010年澳網的大滿貫賽事，這22個大滿貫賽事之中，除了費達拿所奪得的16座大滿貫之外，其他大滿貫得主必須擊敗費達拿才能奪得冠軍，但是從2010年法網開始到2010年美網，這三個大滿貫賽事，卻中止了這種情況，擊敗費達拿的球手，挺進到決賽後，反而敗給籤表另一邊出線的球手拿度，儘管如此，仍有一項紀錄尚未中斷，從2004年溫布頓到2010年美網連續26次進入大滿貫八強的紀錄仍在持續。

### 10月
10月13日，費達拿自2008年上海大師盃之後，首次來到上海大師賽，第二圈首戰的對手是在溫網創下網球中上最長比賽用時勝出的美國新星約翰·伊斯內爾，僅花1個小時以6–3、6–4直落二盤輕鬆勝出，其中第二盤第三局又出現了跨下擊球的絕妙好球，第三圈的對手是義大利球手安德烈亞斯·塞皮，又以上一圈的分數6–3、6–4直落二盤輕鬆勝出，八強的對手是蘇達寧，這是今年第三次交手，結果破了對方五個發球局，以6–1、6–1直落二盤大勝，四強的對手是祖高域，這也是今年第三次交手，結果以7–5、6–4直落二盤取勝，決賽對手是梅利，費達拿尋求第18座大師系列賽單打冠軍，整場賽事費達拿表現不如前面幾場賽事強勢，加上梅利完全壓制，結果整場賽事被破四個發球局，以3–6、2–6遭到橫掃，這是費達拿連續二次敗給梅利。但他的世界排名再一次重返第二。
10月21日，費達拿自2000年後再度參加斯德哥爾摩公開賽，第二輪首戰的對手是丹特，以6–1、6–2直落二盤大勝，八強的對手是同胞華雲卡，結果先輸一盤再倒追二盤，以2–6、6–2、6–3反敗為勝，四強的對手是克羅埃西亞老將柳比契奇，結果以7–65、6–2直落二盤取勝，決賽對手是梅爾，結果以6–4、6–3直落二盤輕鬆取勝，奪得他職業生涯第64個冠軍獎盃，與美國名宿桑普拉斯並列第四位。

### 11月
11月2日，費達拿回鄉參加巴塞爾室內賽，首圈以6–4、5–2擊敗退賽的烏克蘭小將亞歷山大·多爾戈波洛夫，第二圈以6–3、6–4直落二盤擊敗塞爾維亞球員揚科·蒂普薩雷維奇，八強以6–3、6–2直落二盤擊敗捷克老將斯泰潘內克，四強以6–2、6–4直落二盤擊敗美國老對手羅迪克，決賽重演去年對陣的戲碼，再與祖高域做生涯第18次交手，結果以6–4、3–6、6–1三盤擊敗對手，得到他職業生涯第65個冠軍獎盃，超越美國名宿桑普拉斯，成為網球史上最多冠軍第四位（僅次於的109冠、的94冠、的77冠）。
11月10日，費達拿參加巴黎大師賽，第二圈首戰的對手法國球員里夏爾·加斯凱，以6–4、6–4直落二盤晉級，第三圈的對手捷克老將拉德克·斯泰潘內克，以6–4、6–3直落二盤晉級，八強的對手在溫布頓與美網交手兩次的梅薩，以6–1、 7–64直落二盤晉級，創造他在此地最好的成績。四強以67–7、7–61、64–7不敵地主選手蒙菲爾斯。
11月21日，費達拿參加年終ATP世界巡回赛总决赛，小組循環賽的首場對手是西班牙籍的大衛·費雷爾，結果以6–1、6–4直落二盤擊敗後者，接下來第二場的對手是梅利，結果以6–4、6–2直落二盤擊敗後者，小組循環賽最後一場的對手是蘇達寧，結果以7–65、6–3直落二盤擊敗後者，以小組循環賽三戰全勝晉級四強，這是繼2002-2006年以來，第六次三戰全勝晉級四強，同時是首次以不失一盤與三戰全勝的狀態晉級四強；四強的對手是祖高域直落二盤獲勝。決賽與拿度上演「夢幻決賽」，這次費達拿復仇成功，以6–3、3–6和6–1，盤數勝2比1，擊敗拿度，在球星馬勒當拿、亨利，以及一眾皇室成員和明星的見證下，第五次奪得年終賽冠軍，也是繼森柏斯和蘭度後，第三位能夠五次奪得年終賽的球手，也是他職業生涯第66個冠軍。

## 比賽

### 大滿貫單打比賽
| 2010 | 澳網 | 1R | 勝      | 伊戈爾·安德烈耶夫     | 4–6、6–2、7–62、6–0      |
| 2010 | 澳網 | 2R | 勝      | 維克托·哈內斯庫       | 6–2、6–3、6–2            |
| 2010 | 澳網 | 3R | 勝      | 阿爾伯特·蒙塔涅斯     | 6–3、6–4、6–4            |
| 2010 | 澳網 | 4R | 勝      | 莱顿·休伊特           | 6–2、6–3、6–4            |
| 2010 | 澳網 | QF | 勝      | 尼古莱·达维登科       | 2–6、6–3、6–0、7–5       |
| 2010 | 澳網 | SF | 勝      | 若-威爾弗裡德·特松加  | 6–2、6–3、6–2            |
| 2010 | 澳網 | F  | 勝 (16) | 安迪·梅利             | 6–3、6–4、7–611          |
| 2010 | 法網 | 1R | 勝      | 彼得·盧扎克           | 6–4、6–1、6–2            |
| 2010 | 法網 | 2R | 勝      | 亞歷杭德羅·法亞       | 7–64、6–2、6–4           |
| 2010 | 法網 | 3R | 勝      | 朱利安·雷斯特         | 6–4、6–0、6–4            |
| 2010 | 法網 | 4R | 勝      | 斯坦尼斯拉斯·瓦夫林卡 | 6–3、7–65、6–2           |
| 2010 | 法網 | QF | 負      | 羅賓·索德靈           | 3–6、6–3、7–5、6–4       |
| 2010 | 溫網 | 1R | 勝      | 亞歷杭德羅·法亞       | 5–7、4–6、6–4、7–61、6–0 |
| 2010 | 溫網 | 2R | 勝      | 伊利亞·博佐利亞奇     | 6–3、64–7、6–4、7–65     |
| 2010 | 溫網 | 3R | 勝      | 阿诺·克莱芒           | 6–2、6–4、6–2            |
| 2010 | 溫網 | 4R | 勝      | 于爾根·梅爾策         | 6–3、6–2、6–3            |
| 2010 | 溫網 | QF | 負      | 托馬什·貝爾迪赫       | 6–4、3–6、6–1、6–4       |
| 2010 | 美網 | 1R | 勝      | 布賴恩·達布爾         | 6–1、6–4、6–2            |
| 2010 | 美網 | 2R | 勝      | 安德烈亞斯·貝克       | 6–3、6–4、6–3            |
| 2010 | 美網 | 3R | 勝      | 保羅–亨利·馬蒂厄      | 6–4、6–3、6–3            |
| 2010 | 美網 | 4R | 勝      | 于爾根·梅爾策         | 6–3、7–64、6–3           |
| 2010 | 美網 | QF | 勝      | 羅賓·索德靈           | 6–4、6–4、7–5            |
| 2010 | 美網 | SF | 負      | 諾華克·祖高域         | 5–7、6–1、5–7、6–2、7–5  |

### 其他單打比賽
| 場次 | 巡迴賽            | 國家   | 開賽日期 | 類型   | 室內 室外 | 場地 | 輪     | 對手                      | 結果 | 比分                     | 比賽來源 |
| 1088 | 杜哈              | 卡達   | 1月4日   | 250    | 室外      | 硬地 | 32強   | 克里斯托夫·羅庫斯 #86     | 勝   | 6–1、6–2                 | [ 82 ]   |
| 1089 | 杜哈              | 卡達   | 1月4日   | 250    | 室外      | 硬地 | 16強   | 葉甫根尼·科羅廖夫 #53     | 勝   | 6–2、6–4                 | [ 83 ]   |
| 1090 | 杜哈              | 卡達   | 1月4日   | 250    | 室外      | 硬地 | 八強   | 厄內斯特·古爾比斯 #90     | 勝   | 6–2、4–6、6–4            | [ 84 ]   |
| 1091 | 杜哈              | 卡達   | 1月4日   | 250    | 室外      | 硬地 | 四強   | 尼古萊·達維登科 #6        | 負   | 4–6、4–6                 | [ 85 ]   |
| 1092 | 澳洲公開賽        | 澳洲   | 1月18日  | 大滿貫 | 室外      | 硬地 | 128強  | 伊戈爾·安德烈耶夫 #37     | 勝   | 4–6、6–2、7–62、6–0      | [ 86 ]   |
| 1093 | 澳洲公開賽        | 澳洲   | 1月18日  | 大滿貫 | 室外      | 硬地 | 64強   | 維克托·哈內斯庫 #47       | 勝   | 6–2、6–3、6–2            | [ 87 ]   |
| 1094 | 澳洲公開賽        | 澳洲   | 1月18日  | 大滿貫 | 室外      | 硬地 | 32強   | 阿爾伯特·蒙塔涅斯 #32     | 勝   | 6–3、6–4、6–4            | [ 88 ]   |
| 1095 | 澳洲公開賽        | 澳洲   | 1月18日  | 大滿貫 | 室外      | 硬地 | 16強   | 萊頓·休伊特 #32           | 勝   | 6–2、6–3、6–4            | [ 89 ]   |
| 1096 | 澳洲公開賽        | 澳洲   | 1月18日  | 大滿貫 | 室外      | 硬地 | 八強   | 尼古萊·達維登科 #6        | 勝   | 2–6、6–3、6–0、7–5       | [ 90 ]   |
| 1097 | 澳洲公開賽        | 澳洲   | 1月18日  | 大滿貫 | 室外      | 硬地 | 四強   | 若-威爾弗裡德·特松加 #10  | 勝   | 6–2、6–3、6–2            | [ 91 ]   |
| 1098 | 澳洲公開賽        | 澳洲   | 1月18日  | 大滿貫 | 室外      | 硬地 | 決賽   | 安迪·穆雷 #4              | 勝   | 6–3、6–4、7–611          | [ 92 ]   |
| 1099 | 印第安泉大師賽    | 美國   | 3月8日   | 1000   | 室外      | 硬地 | 128強  | 輪空                      | 勝   |                          | 無       |
| 1100 | 印第安泉大師賽    | 美國   | 3月8日   | 1000   | 室外      | 硬地 | 64強   | 維克托·哈內斯庫 #43       | 勝   | 6–3、6–75、6–1           | [ 93 ]   |
| 1101 | 印第安泉大師賽    | 美國   | 3月8日   | 1000   | 室外      | 硬地 | 32強   | 馬科斯·巴格達蒂斯 #33     | 負   | 7–5、5–7、64–7           | [ 94 ]   |
| 1102 | 邁阿密大師賽      | 美國   | 3月23日  | 1000   | 室外      | 硬地 | 128強  | 輪空                      | 勝   |                          | 無       |
| 1103 | 邁阿密大師賽      | 美國   | 3月23日  | 1000   | 室外      | 硬地 | 64強   | 尼古拉斯·拉潘蒂 #102      | 勝   | 6–3、6–3                 | [ 95 ]   |
| 1104 | 邁阿密大師賽      | 美國   | 3月23日  | 1000   | 室外      | 硬地 | 32強   | 弗洛朗·塞拉 #61           | 勝   | 7–62、7–63               | [ 96 ]   |
| 1105 | 邁阿密大師賽      | 美國   | 3月23日  | 1000   | 室外      | 硬地 | 16強   | 托馬什·貝爾迪赫 #20       | 負   | 4–6、7–63、66–7          | [ 97 ]   |
| 1106 | 羅馬大師賽        | 義大利 | 4月26日  | 1000   | 室外      | 紅土 | 64強   | 輪空                      | 勝   |                          | 無       |
| 1107 | 羅馬大師賽        | 義大利 | 4月26日  | 1000   | 室外      | 紅土 | 32強   | 厄內斯特·古爾比斯 #40     | 負   | 6–2、1–6、5–7            | [ 98 ]   |
| 1108 | 埃斯托利爾        | 葡萄牙 | 5月3日   | 250    | 室外      | 紅土 | 32強   | 輪空                      | 勝   |                          | 無       |
| 1109 | 埃斯托利爾        | 葡萄牙 | 5月3日   | 250    | 室外      | 紅土 | 16強   | 比約恩·法烏 #138          | 勝   | 6–3、6–4                 | [ 99 ]   |
| 1110 | 埃斯托利爾        | 葡萄牙 | 5月3日   | 250    | 室外      | 紅土 | 八強   | 阿諾·克萊芒 #83           | 勝   | 7–67、6–2                | [ 100 ]  |
| 1111 | 埃斯托利爾        | 葡萄牙 | 5月3日   | 250    | 室外      | 紅土 | 四強   | 阿爾伯特·蒙塔涅斯 #34     | 負   | 2–6、65–7                | [ 101 ]  |
| 1112 | 馬德里大師賽      | 西班牙 | 5月10日  | 1000   | 室外      | 紅土 | 64強   | 輪空                      | 勝   |                          | 無       |
| 1113 | 馬德里大師賽      | 西班牙 | 5月10日  | 1000   | 室外      | 紅土 | 32強   | 班傑明·貝克爾 #46         | 勝   | 6–2、7–64                | [ 102 ]  |
| 1114 | 馬德里大師賽      | 西班牙 | 5月10日  | 1000   | 室外      | 紅土 | 16強   | 斯坦尼斯拉斯·瓦夫林卡 #24 | 勝   | 6–3、6–1                 | [ 103 ]  |
| 1115 | 馬德里大師賽      | 西班牙 | 5月10日  | 1000   | 室外      | 紅土 | 八強   | 厄內斯特·古爾比斯 #34     | 勝   | 3–6、6–1、6–4            | [ 104 ]  |
| 1116 | 馬德里大師賽      | 西班牙 | 5月10日  | 1000   | 室外      | 紅土 | 四強   | 大衛·費雷爾 #12           | 勝   | 7–5、3–6、6–3            | [ 105 ]  |
| 1117 | 馬德里大師賽      | 西班牙 | 5月10日  | 1000   | 室外      | 紅土 | 決賽   | 拉斐爾·納達爾 #3          | 負   | 4–6、6–75                | [ 106 ]  |
| 1118 | 法國公開賽        | 法國   | 5月23日  | 大滿貫 | 室外      | 紅土 | 128強  | 彼得·盧扎克 #71           | 勝   | 6–4、6–1、6–2            | [ 107 ]  |
| 1119 | 法國公開賽        | 法國   | 5月23日  | 大滿貫 | 室外      | 紅土 | 64強   | 亞歷杭德羅·法亞 #70       | 勝   | 7–64、6–2、6–4           | [ 108 ]  |
| 1120 | 法國公開賽        | 法國   | 5月23日  | 大滿貫 | 室外      | 紅土 | 32強   | 朱利安·雷斯特 #165        | 勝   | 6–4、6–0、6–4            | [ 109 ]  |
| 1121 | 法國公開賽        | 法國   | 5月23日  | 大滿貫 | 室外      | 紅土 | 16強   | 斯坦尼斯拉斯·瓦夫林卡 #24 | 勝   | 6–3、7–65、6–2           | [ 110 ]  |
| 1122 | 法國公開賽        | 法國   | 5月23日  | 大滿貫 | 室外      | 紅土 | 八強   | 羅賓·索德靈 #7            | 負   | 6–3、3–6、5–7、4–6       | [ 111 ]  |
| 1123 | 哈雷              | 德國   | 6月7日   | 250    | 室外      | 草地 | 32強   | 亞爾科·涅米寧 #65         | 勝   | 6–4、6–4                 | [ 112 ]  |
| 1124 | 哈雷              | 德國   | 6月7日   | 250    | 室外      | 草地 | 16強   | 亞歷杭德羅·法亞 #60       | 勝   | 6–1、6–2                 | [ 113 ]  |
| 1125 | 哈雷              | 德國   | 6月7日   | 250    | 室外      | 草地 | 八強   | 菲利普·科爾施賴伯 #35     | 勝   | 7–5、6–3                 | [ 114 ]  |
| 1126 | 哈雷              | 德國   | 6月7日   | 250    | 室外      | 草地 | 四強   | 菲利普·普茲斯內爾 #41     | 勝   | 7–63、6–4                | [ 115 ]  |
| 1127 | 哈雷              | 德國   | 6月7日   | 250    | 室外      | 草地 | 決賽   | 萊頓·休伊特 #32           | 負   | 6–3、6–74、4–6           | [ 116 ]  |
| 1128 | 溫布頓            | 英國   | 6月21日  | 大滿貫 | 室外      | 草地 | 128強  | 亞歷杭德羅·法亞 #60       | 勝   | 5–7、4–6、6–4、7–61、6–0 | [ 117 ]  |
| 1129 | 溫布頓            | 英國   | 6月21日  | 大滿貫 | 室外      | 草地 | 64強   | 伊利亞·博佐利亞奇 #152    | 勝   | 6–3、6–74、6–4、7–65     | [ 118 ]  |
| 1130 | 溫布頓            | 英國   | 6月21日  | 大滿貫 | 室外      | 草地 | 32強   | 阿諾·克萊芒 #86           | 勝   | 6–2、6–4、6–2            | [ 119 ]  |
| 1131 | 溫布頓            | 英國   | 6月21日  | 大滿貫 | 室外      | 草地 | 16強   | 于爾根·梅爾澤 #16         | 勝   | 6–3、6–2、6–3            | [ 120 ]  |
| 1132 | 溫布頓            | 英國   | 6月21日  | 大滿貫 | 室外      | 草地 | 八強   | 托馬什·貝爾迪赫 #13       | 負   | 4–6、6–3、1–6、4–6       | [ 121 ]  |
| 1133 | 加拿大大師賽      | 加拿大 | 8月9日   | 1000   | 室外      | 硬地 | 64強   | 輪空                      | 勝   |                          | 無       |
| 1134 | 加拿大大師賽      | 加拿大 | 8月9日   | 1000   | 室外      | 硬地 | 32強   | 胡安·伊格納西奧·切拉 #50  | 勝   | 7–67、6–3                | [ 122 ]  |
| 1135 | 加拿大大師賽      | 加拿大 | 8月9日   | 1000   | 室外      | 硬地 | 16強   | 米卡埃爾·洛德拉 #35       | 勝   | 7–62、6–3                | [ 123 ]  |
| 1136 | 加拿大大師賽      | 加拿大 | 8月9日   | 1000   | 室外      | 硬地 | 八強   | 托馬什·貝爾迪赫 #13       | 勝   | 6–3、5–7、7–65           | [ 124 ]  |
| 1137 | 加拿大大師賽      | 加拿大 | 8月9日   | 1000   | 室外      | 硬地 | 四強   | 諾瓦克·喬科維奇 #2        | 勝   | 6–1、3–6、7–5            | [ 125 ]  |
| 1138 | 加拿大大師賽      | 加拿大 | 8月9日   | 1000   | 室外      | 硬地 | 決賽   | 安迪·穆雷 #4              | 負   | 5–7、5–7                 | [ 126 ]  |
| 1139 | 辛辛那提大師賽    | 美國   | 8月16日  | 1000   | 室外      | 硬地 | 64強   | 輪空                      | 勝   |                          | 無       |
| 1140 | 辛辛那提大師賽    | 美國   | 8月16日  | 1000   | 室外      | 硬地 | 32強   | 丹尼斯·伊斯托明 #53       | 勝   | 5–2（退賽）              | [ 127 ]  |
| 1141 | 辛辛那提大師賽    | 美國   | 8月16日  | 1000   | 室外      | 硬地 | 16強   | 菲利普·科爾施賴伯 #33     | 勝   | 不戰而勝                 | 無       |
| 1142 | 辛辛那提大師賽    | 美國   | 8月16日  | 1000   | 室外      | 硬地 | 八強   | 尼古萊·達維登科 #6        | 勝   | 6–4、7–5                 | [ 128 ]  |
| 1143 | 辛辛那提大師賽    | 美國   | 8月16日  | 1000   | 室外      | 硬地 | 四強   | 馬科斯·巴格達蒂斯 #20     | 勝   | 6–4、6–3                 | [ 129 ]  |
| 1144 | 辛辛那提大師賽    | 美國   | 8月16日  | 1000   | 室外      | 硬地 | 決賽   | 馬爾迪·菲什 #36           | 勝   | 65–7、7–61、6–4          | [ 130 ]  |
| 1145 | 美國公開賽        | 美國   | 8月30日  | 大滿貫 | 室外      | 硬地 | 128強  | 布萊恩·達波 #96           | 勝   | 6–1、6–4、6–2            | [ 131 ]  |
| 1146 | 美國公開賽        | 美國   | 8月30日  | 大滿貫 | 室外      | 硬地 | 64強   | 安德烈亞斯·貝克 #104      | 勝   | 6–3、6–4、6–3            | [ 132 ]  |
| 1147 | 美國公開賽        | 美國   | 8月30日  | 大滿貫 | 室外      | 硬地 | 32強   | 保羅-亨利·馬蒂厄 #109     | 勝   | 6–4、6–3、6–3            | [ 133 ]  |
| 1148 | 美國公開賽        | 美國   | 8月30日  | 大滿貫 | 室外      | 硬地 | 16強   | 于爾根·梅爾澤 #15         | 勝   | 6–3、7–64、6–3           | [ 134 ]  |
| 1149 | 美國公開賽        | 美國   | 8月30日  | 大滿貫 | 室外      | 硬地 | 八強   | 羅賓·索德靈 #5            | 勝   | 6–4、6–4、7–5            | [ 135 ]  |
| 1150 | 美國公開賽        | 美國   | 8月30日  | 大滿貫 | 室外      | 硬地 | 四強   | 諾瓦克·喬科維奇 #3        | 負   | 7–5、1–6、7–5、2–6、5–7  | [ 136 ]  |
| 1151 | 上海大師賽        | 中國   | 10月11日 | 1000   | 室外      | 硬地 | 64強   | 輪空                      | 勝   |                          | 無       |
| 1152 | 上海大師賽        | 中國   | 10月11日 | 1000   | 室外      | 硬地 | 32強   | 約翰·伊斯內爾 #20         | 勝   | 6–3、6–4                 | [ 137 ]  |
| 1153 | 上海大師賽        | 中國   | 10月11日 | 1000   | 室外      | 硬地 | 16強   | 安德烈亞斯·塞皮 #58       | 勝   | 6–3、6–4                 | [ 138 ]  |
| 1154 | 上海大師賽        | 中國   | 10月11日 | 1000   | 室外      | 硬地 | 八強   | 羅賓·索德靈 #5            | 勝   | 6–1、6–1                 | [ 139 ]  |
| 1155 | 上海大師賽        | 中國   | 10月11日 | 1000   | 室外      | 硬地 | 四強   | 諾瓦克·喬科維奇 #2        | 勝   | 7–5、6–4                 | [ 140 ]  |
| 1156 | 上海大師賽        | 中國   | 10月11日 | 1000   | 室外      | 硬地 | 決賽   | 安迪·穆雷 #4              | 負   | 3–6、2–6                 | [ 141 ]  |
| 1157 | 斯德哥爾摩        | 瑞典   | 10月18日 | 250    | 室內      | 硬地 | 32強   | 輪空                      | 勝   |                          | 無       |
| 1158 | 斯德哥爾摩        | 瑞典   | 10月18日 | 250    | 室內      | 硬地 | 16強   | 泰勒·丹特 #101            | 勝   | 6–1、6–2                 | [ 142 ]  |
| 1159 | 斯德哥爾摩        | 瑞典   | 10月18日 | 250    | 室內      | 硬地 | 八強   | 斯坦尼斯拉斯·瓦夫林卡 #21 | 勝   | 2–6、6–3、6–2            | [ 143 ]  |
| 1160 | 斯德哥爾摩        | 瑞典   | 10月18日 | 250    | 室內      | 硬地 | 四強   | 伊萬·柳比西奇 #17         | 勝   | 7–65、6–2                | [ 144 ]  |
| 1161 | 斯德哥爾摩        | 瑞典   | 10月18日 | 250    | 室內      | 硬地 | 決賽   | 佛羅里恩·邁爾 #47         | 勝   | 6–4、6–3                 | [ 145 ]  |
| 1162 | 巴塞爾            | 瑞士   | 11月1日  | 500    | 室內      | 硬地 | 32強   | 亞歷山大·多爾戈波洛 #48   | 勝   | 6–4、5–2（退賽）         | [ 146 ]  |
| 1163 | 巴塞爾            | 瑞士   | 11月1日  | 500    | 室內      | 硬地 | 16強   | 揚科·蒂普薩雷維奇 #46     | 勝   | 6–3、6–4                 | [ 147 ]  |
| 1164 | 巴塞爾            | 瑞士   | 11月1日  | 500    | 室內      | 硬地 | 八強   | 拉德克·斯泰潘內克 #38     | 勝   | 6–3、6–2                 | [ 148 ]  |
| 1165 | 巴塞爾            | 瑞士   | 11月1日  | 500    | 室內      | 硬地 | 四強   | 安迪·羅迪克 #9            | 勝   | 6–2、6–4                 | [ 149 ]  |
| 1166 | 巴塞爾            | 瑞士   | 11月1日  | 500    | 室內      | 硬地 | 決賽   | 諾瓦克·喬科維奇 #3        | 勝   | 6–4、3–6、6–1            | [ 150 ]  |
| 1167 | 巴黎大師賽        | 法國   | 11月8日  | 1000   | 室內      | 硬地 | 64強   | 輪空                      | 勝   |                          | 無       |
| 1168 | 巴黎大師賽        | 法國   | 11月8日  | 1000   | 室內      | 硬地 | 32強   | 里夏爾·加斯凱 #28         | 勝   | 6–4、6–4                 | [ 151 ]  |
| 1169 | 巴黎大師賽        | 法國   | 11月8日  | 1000   | 室內      | 硬地 | 16強   | 拉德克·斯泰潘內克 #41     | 勝   | 6–4、6–3                 | [ 152 ]  |
| 1170 | 巴黎大師賽        | 法國   | 11月8日  | 1000   | 室內      | 硬地 | 八強   | 于爾根·梅爾策 #12         | 勝   | 6–1、7–64                | [ 153 ]  |
| 1171 | 巴黎大師賽        | 法國   | 11月8日  | 1000   | 室內      | 硬地 | 四強   | 加埃爾·蒙菲爾斯 #14       | 負   | 67–7、7–61、64–7         | [ 154 ]  |
| 1172 | ATP世界巡迴總決賽 | 英國   | 11月21日 | 年終賽 | 室內      | 硬地 | 循環賽 | 大衛·費雷爾 #7            | 勝   | 6–1、6–4                 | [ 155 ]  |
| 1173 | ATP世界巡迴總決賽 | 英國   | 11月21日 | 年終賽 | 室內      | 硬地 | 循環賽 | 安迪·穆雷 #5              | 勝   | 6–4、6–2                 | [ 156 ]  |
| 1174 | ATP世界巡迴總決賽 | 英國   | 11月21日 | 年終賽 | 室內      | 硬地 | 循環賽 | 羅賓·索德靈 #4            | 勝   | 7–65、6–3                | [ 157 ]  |
| 1175 | ATP世界巡迴總決賽 | 英國   | 11月21日 | 年終賽 | 室內      | 硬地 | 四強   | 諾瓦克·喬科維奇 #3        | 勝   | 6–1、6–4                 | [ 158 ]  |
| 1176 | ATP世界巡迴總決賽 | 英國   | 11月21日 | 年終賽 | 室內      | 硬地 | 決賽   | 拉斐爾·納達爾 #1          | 勝   | 6–3、3–6、6–1            | [ 159 ]  |

## 年度記錄

### 決賽

#### 單打﹕9 (5–4)
| 賽事系列                       |
| ------------------------------ |
| 大滿貫賽事 (1–0)               |
| 世界巡迴總決賽（年終賽） (1–0) |
| 世界巡迴大師賽 1000 (1–3)      |
| 世界巡迴賽 500 (1–0)           |
| 世界巡迴賽 250 (1–1)           |

| 依場地性質分類 |
| -------------- |
| 硬地 (5–2)     |
| 泥地 (0–1)     |
| 草地 (0–1)     |

| 依室內外分類 |
| ------------ |
| 室外 (2–4)   |
| 室內 (3–0)   |

| 結果 | No. | 日期           | 賽事                         | 場地     | 決賽對手      | 決賽比分                |
| ---- | --- | -------------- | ---------------------------- | -------- | ------------- | ----------------------- |
| 冠軍 | 62. | 2010年1月31日  | 澳洲網球公開賽 (4)           | 硬地     | 安迪·梅利     | 6–3, 6–4, 7–6(13–11)    |
| 亞軍 | 25. | 2010年5月16日  | 西班牙馬德里大師賽 (2)       | 泥地     | 拉斐爾·拿度   | 4–6, 6–7(5–7)           |
| 亞軍 | 26. | 2010年6月13日  | 德國哈雷公開賽               | 草地     | 萊頓·休伊特   | 6–3, 6–7(4–7), 4–6      |
| 亞軍 | 27. | 2010年8月15日  | 加拿大大師賽 (2)             | 硬地     | 安迪·梅利     | 5–7, 5–7                |
| 冠軍 | 63. | 2010年8月23日  | 美國辛辛那提大師賽 (4)       | 硬地     | 馬爾迪·菲什   | 6–7(5–7), 7–6(7–1), 6–4 |
| 亞軍 | 28. | 2010年10月17日 | 中國上海大師賽               | 硬地     | 安迪·梅利     | 3–6, 2–6                |
| 冠軍 | 64. | 2010年10月24日 | 瑞典斯德哥爾摩網球公開賽     | 室內硬地 | 弗洛里安·邁爾 | 6–4, 6–3                |
| 冠軍 | 65. | 2010年11月7日  | 巴塞爾大衛杜夫瑞士室內賽 (4) | 室內硬地 | 諾華克·祖高域 | 6–4, 3–6, 6–1           |
| 冠軍 | 66. | 2010年11月28日 | 英國倫敦ATP年終賽 (5)        | 室內硬地 | 拉斐爾·拿度   | 6–3, 3–6, 6–1           |

## 參看
- 羅傑·費德勒
- 羅傑·費德勒生涯統計
- 2010年澳洲网球公开赛男子單打比賽

## 外部連結
- ATP世界巡迴賽 > 選手 > 羅傑·費德勒 > 比賽動態 > 2010（页面存档备份，存于）